# Церковь Святой Риты (Париж)
Церковь Святой Риты (фр. Église Sainte-Rita de Paris) — католический храм в 15-м округе Парижа. Посвящён святой Рите Кашийской (итал. Rita da Cascia; 1381—1457).

## История
Построена в 1900 году в неоготическом стиле по инициативе Католической апостольской церкви архитекторами Полем Гравро (фр. Paul Gravereaux) и Теодором Жюдленом (фр. Théodore Judlin), затем предоставлена галликанскому сообществу и с октября 2015 года здесь проводили богослужения католики-традиционалисты под руководством священника Гийома де Тануарна (фр. Guillaume de Tanoüarn).
Святыни храма
- Восковая статуя святой Риты в кованной металлической раке
- Реликварии с частицей Креста Господня, с мощами апостола Петра и святой Женевьевы
- Пилеолус и рукописное письмо папы Пия X.

## Разрушение

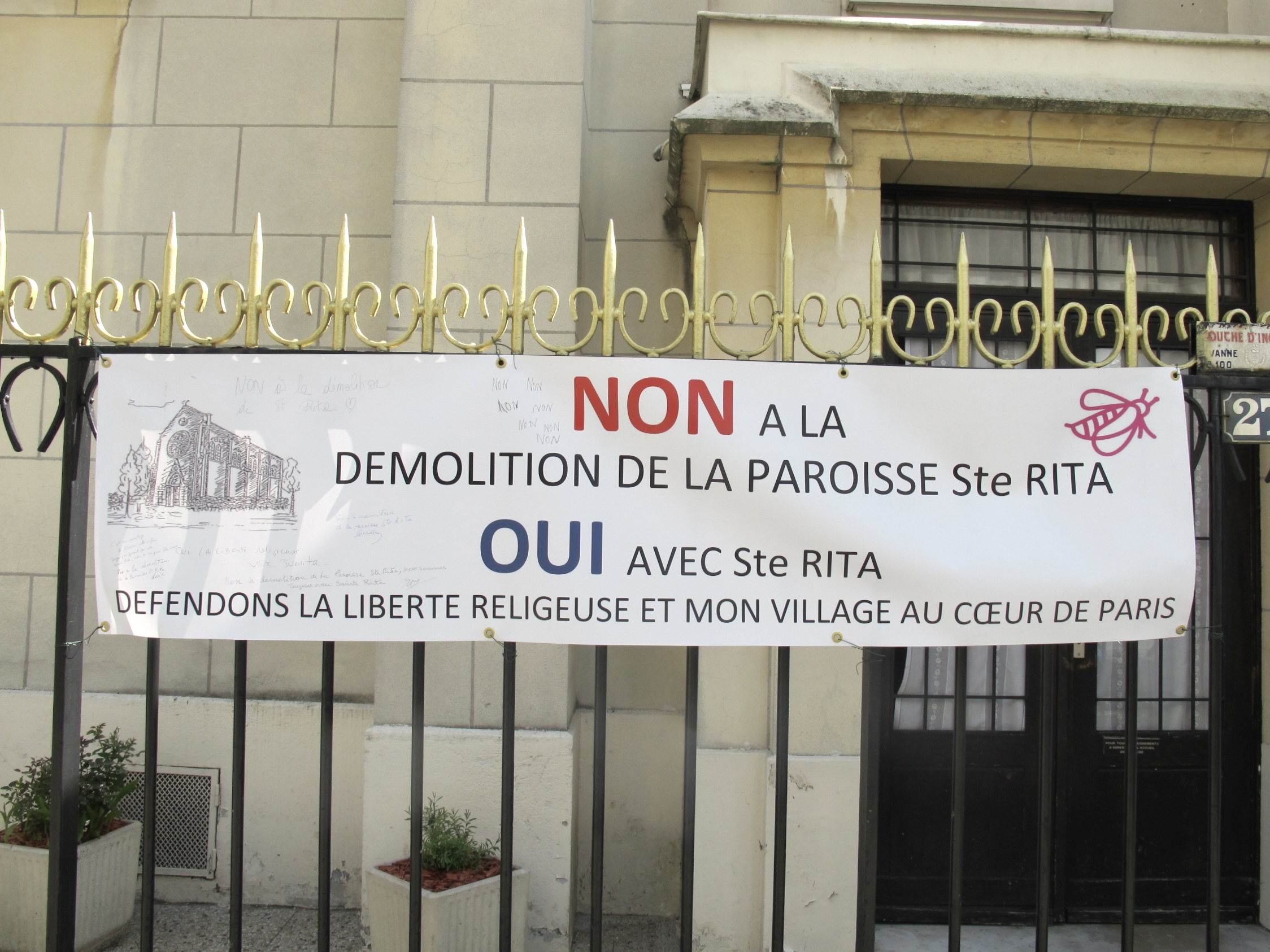
Транспарант протестующих против разрушения церкви

В 2000 и 2010 годах властями выносилось решение о прекращении богослужений и разрушении церкви с продажей земельного участка, вход в здание был закрыт бетонными блоками. Инвестор-заказчик, приобретший право на застройку, намерен реализовать на месте разрушенной церкви 7-и этажное здание на 19 квартир и 19 парковочных мест.
С 5 октября 2015 года — дня официального сноса здания — верующие, не желавшие покинуть помещение, оказались в блокаде. 6 января 2016 года было вынесено Постановление суда об их принудительном выселении. 27 мая 2016 года Административный трибунал предписывает префекту полиции произвести его в действие, однако 6 июня 2016 года вступает решение суда о приостановке, вызванное апелляцией одним из участников сопротивления разрушению храма.
3 августа 2016 года церковь с забаррикадированными в ней защитниками была взята штурмом вооружёнными силовиками. Эвакуация прихожан регистрировалась на видео и транслировалась в реальном времени в Twitter. На записи видно, как аббата Жан-Франсуа Плаху тащат по полу, служащего священника выводят от алтаря, не дав завершить Евхаристию.
Несколько членов Национального Фронта и Республиканцев осудили закрытие, эвакуацию верующих и разрушение храма.
Разрушение храма вызвало глубокий резонанс в обществе и в СМИ.
С 2002 года во Франции был снесён 31 храм, на 2012 год, например, ещё 200 церквей во Франции, три из которых находятся в Париже ждали своей распродажи и уничтожения, в 2013 году было разрушено шесть церквей.